# A Love Song (pel·lícula)
A Love Song és una pel·lícula dramàtica estatunidenca del 2022 escrita, dirigida, produïda i coeditada per Max Walker-Silverman en el seu debut com a director. És protagonitzada per Dale Dickey i Wes Studi com a dos amics de la infància que passen una nit junts al costat d'un llac a les muntanyes. La pel·lícula es va estrenar al Festival de Cinema de Sundance el 20 de gener de 2022. El mes de maig del mateix any es va projectar la versió original subtitulada al català durant el D'A Film Festival. També es va mostrar al 72è Festival Internacional de Cinema de Berlín el 12 de febrer de 2022 i al Festival de Cinema de Tribeca el juny de 2022. La pel·lícula va rebre crítiques generalment positives de la crítica.

## Repartiment
- Dale Dickey com a Faye
- Wes Studi com a Lito